# 詩編121

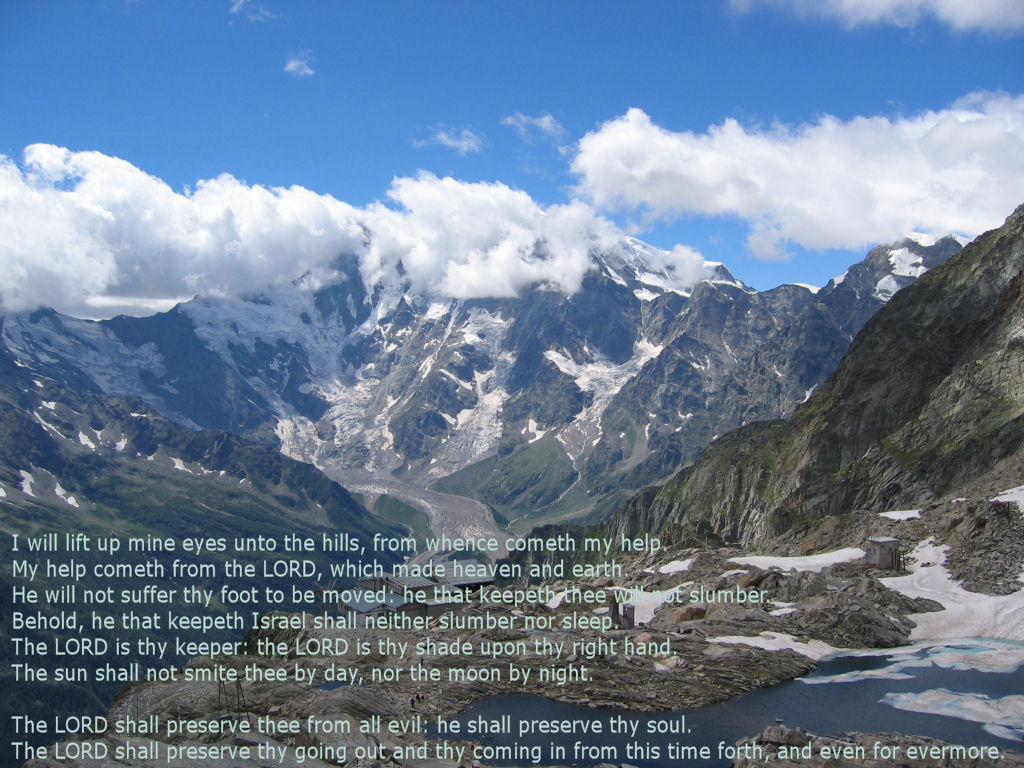
英語版と共に詩編121を「デスクトップの背景」に（1024x768）

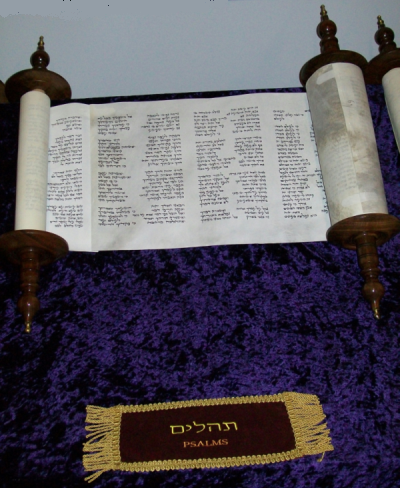
『詩編』のヘブライ語巻物

詩編121（しへんひゃくにじゅういち、または詩篇121篇、正教会訳で第百二十聖詠）は『旧約聖書』（ユダヤ教聖書）の『詩編』の第121目の詩で、ユダヤ人がエルサレムへ巡礼に向かう際に歌った「都に上る歌」（Songs of Ascents）詩編120～134の中でおそらく一番知られている。 
日本語では、本文は「目を上げて、わたしは山々を仰ぐ。」（新共同訳聖書）、「私は山に向かって目を上げる。」（新改訳聖書）、「我目を挙げて山を望む。」（聖詠経）で始まる。

## テーマ
この詩は、ユダヤ人はエルサレムへ巡礼ににむっかう際に歌った「都に上る歌」（Songs of Ascents、詩編120～134）のひとつである。 

## 詩
詩は8節よりなっている。
1. 【都に上る歌。】目を上げて、わたしは山々を仰ぐ。わたしの助けはどこから来るのか。

2. わたしの助けは来る／天地を造られた主のもとから。

3. どうか、主があなたを助けて／足がよろめかないようにし／まどろむことなく見守ってくださるように。

4. 見よ、イスラエルを見守る方は／まどろむことなく、眠ることもない。

5. 主はあなたを見守る方／あなたを覆う陰、あなたの右にいます方。

6. 昼、太陽はあなたを撃つことがなく／夜、月もあなたを撃つことがない。

7. 主がすべての災いを遠ざけて／あなたを見守り／あなたの魂を見守ってくださるように。

8. あなたの出で立つのも帰るのも／主が見守ってくださるように。今も、そしてとこしえに。

(以上、新共同訳聖書から)

1. 私は山に向かって目を上げる。私の助けは、どこから来るのだろうか。

2. 私の助けは、天地を造られた主から来る。

3. 主はあなたの足をよろけさせず、あなたを守る方は、まどろむこともない。

4. 見よ。イスラエルを守る方は、まどろむこともなく、眠ることもない。

5. 主は、あなたを守る方。主は、あなたの右の手をおおう陰。

6. 昼も、日が、あなたを打つことがなく、夜も、月が、あなたを打つことはない。

7. 主は、すべてのわざわいから、あなたを守り、あなたのいのちを守られる。

8. 主は、あなたを、行くにも帰るにも、今よりとこしえまでも守られる。

(以上、新改訳聖書から)

1. 登上の歌　我目を挙げて山を望む、我が助けは彼處より来たらん。

2. 我が助けは天地を造りし主より来る。

3. 彼は爾の足に躓くを許さざらん、爾を守る者は眠らざらん。

4. イズライリを守る者は眠らず、寝（ね）ず。

5. 主は爾を守る者なり、主は爾の右の手の庇いなり。

6. 晝に日は爾を傷めざらん、夜に月も亦然り。

7. 主は爾を諸々の禍いより守らん。

8. 主は爾の出入を守りて世々に至らん。

（以上、聖詠経：第十八「カフィズマ」の第百二十聖詠）

## その他
この詩はユダヤ教、カトリック、プロテスタント教会、正教会でよく使われている。また、様々に楽曲となっている。
フェリックス・メンデルスゾーンはオラトリオ「エリヤ」の第28曲「山に向かいて目をあげよ」（Hebe deine Augen zu den Bergen）でこの詩句を用いている。